# إد ميلر (لاعب بوكر)
إد ميلر (بالإنجليزية: Ed Miller) هو لاعب بوكر أمريكي، ولد في 10 أغسطس 1979 في لوبوك في الولايات المتحدة.